# Chachsyk
Il Chachsyk  (in russo Хахсык?) è un fiume della Russia siberiana orientale (Sacha-Jakuzia), affluente di destra della Lacharčana nel bacino idrografico della Lena.
Ha origine sull'altopiano del Viljuj e scorre in direzione meridionale. Sfocia nella Lacharčana a 19 km dalla foce. Il suo maggior affluente è il Changas-Chahsyk, proveniente dalla sinistra idrografica. Il fiume gela da metà ottobre alla seconda metà di maggio.